# Katalanska samväldet
Katalanska samväldet (katalanska: Mancomunitat de Catalunya) var en spansk myndighet, verksam 1914–25. Den samordnade de fyra provinsstyrena i Barcelona, Girona, Lleida och Tarragona – tillsammans omfattande den fram till 1714 självstyrande regionen Katalonien. Projektet presenterades 1911 av Enric Prat de la Riba, röstades igenom av Deputeradekammaren 1912 och stadfästes via ett kungligt dekret i december 1913. Prat de la Riba blev myndighetens första president (ordförande).
Samväldets funktioner var endast administrativa. Dess bildande fick ändå stor politisk betydelse, som det första officiella spanska erkännandet av Katalonien som region sedan 1714. Katalanska samväldet avskaffades 1925, under Primo de Riveras diktatur. 

## Historik

### Bakgrund och bildande
1911 beslöt Enric Prat de la Riba, ledare för det politiska partiet Lliga Regionalista och sedan 1907 ordförande för regionen Barcelonas styre (diputación provincial), att arbeta för grundandet av en gemensam myndighet för de fyra katalanska provinserna. Idén fanns också inskriven i programmet för Solidaritat Catalana, den partikoalition som 1907 vunnit de allmänna valen i Katalonien.

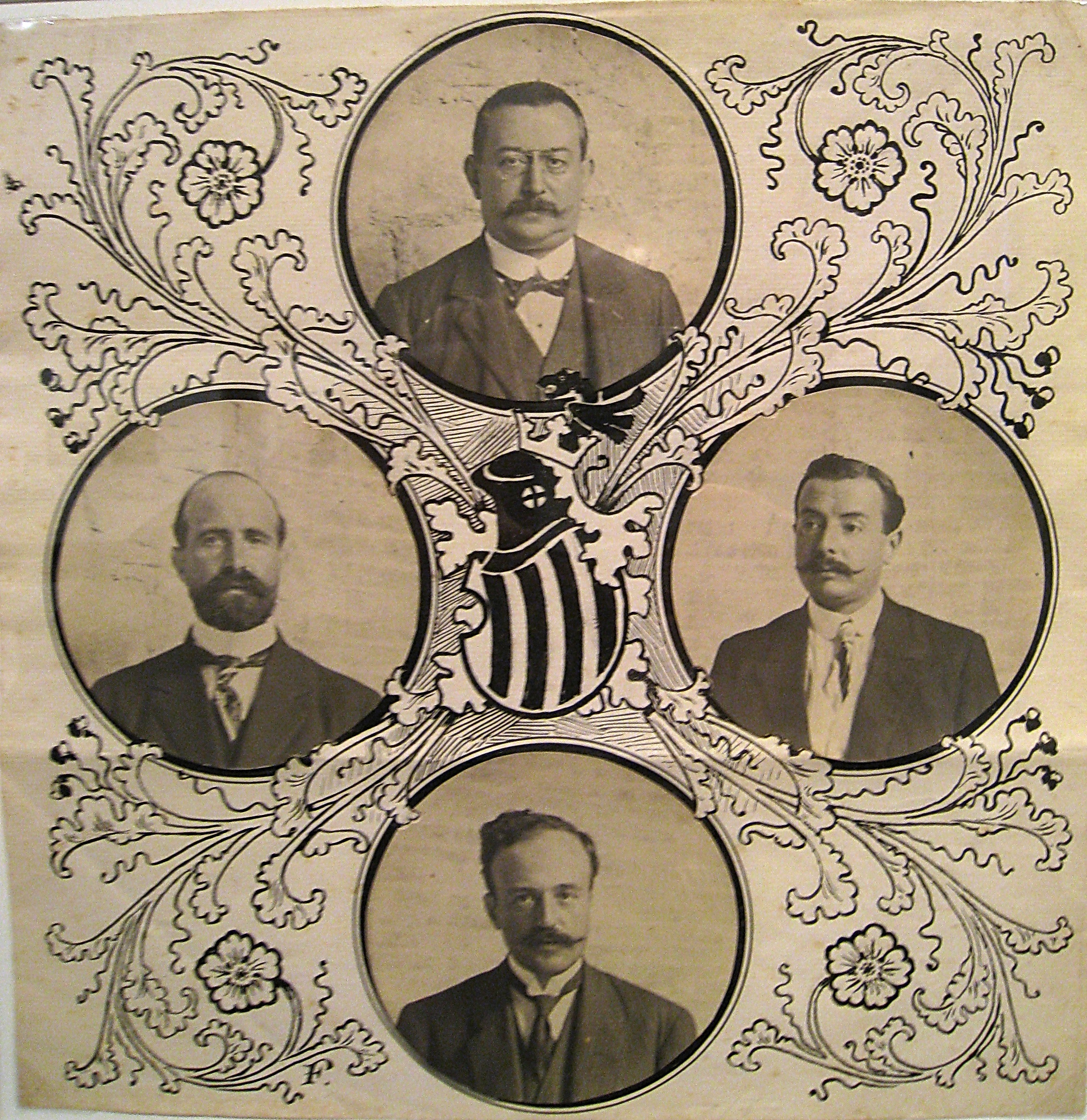
Presidenterna i de fyra katalanska provinsstyrena (omslaget till La Ilustració Catalana, 22 oktober 1911).

16 oktober 1911 enades de fyra provinsstyrena runt en gemensam skrivelse – Bases de Mancomunitat Catalana. Där föreskrevs bildandet av en församling bestående av alla de fyra provinsernas deputerade (styresmän) samt ett permanent verkställande råd med åtta medlemmar (två per provins).
Projektet presenterades 8 december 1911 för José Canalejas, Spaniens premiärminister. Han lade i sin tur den 1 maj året därpå fram förslaget för omröstning i parlamentet, som del av ett allmänt lagförslag runt kommunalförbund. Det hela väckte dock motstånd hos delar av premiärministerns eget parti, Liberala partiet, där oppositionen leddes av Segismundo Moret och Niceto Alcalá Zamora. Lagförslaget röstades till slut igenom i det spanska underhuset (Deputeradekammaren), den 17 oktober 1912.
En knapp månad senare, 12 november 1912, mördades Canalejas av en anarkist, vilket gjorde att processen avstannade. För att få genomfört projektet lät de fyra katalanska provinsstyrena under 1913 arrangera lokala folkomröstningar, vilket gav 95,7 procent i stöd för det katalanska samväldesprojektet. Detta till trots skedde ingen omröstning i saken i det spanska överhuset (Senaten).
Den 18 december 1913 utfärdades till slut ett kungligt dekret som auktoriserade bildandet av kommunal- och provinsförbund i de spanska provinserna. I stort sett blev det katalanska förbundsprojektet det enda större resultatet av lagförslaget. Katalanska samväldet stadfästes av Spaniens regering den 24 mars 2014 och konstituerades sig den 6 april, med Prat de la Riba som president (ordförande).

### Organisation och politiskt roll
Katalanska samväldet leddes av tre olika enheter: presidentmakten (katalanska: presidència), det permanenta rådet (Consell permanent) och generalförsamlingen (Assemblea general). 
Samväldets president valdes av ledamötrna i generalförsamlingen. Under sin elva år långa verksamhet leddes samväldet i tur och ordning av följande fyra presidenter:
- Enric Prat de la Riba (1914–17), medlem av Lliga Regionalista, omvald tidigt 1917 och på posten till sin död.[1]
- Josep Puig (1917–24), medlem av Lliga Regionalista, avsatt från posten efter Primo de Riveras statskupp.
- Carlos de Lossada (1924), militärguvernör i Barcelona och interimspresident under januari 1924.
- Alfons Sala (1924–25), medlem av det monarkistiska högerpartiet Unión Monárquica Nacional, tillsatt på posten av Primo de Rivera.

Katalanska samväldets funktioner var endast administrativa till sin natur, och makten utsträckte sig endast till den som de fyra provinsledningarna handhaft. Samväldets bildande fick dock en stor politisk betydelse. Det utgjorde det första officiella spanska erkännandet av Katalonien som region sedan 1714.
Samväldet styrdes av en generalförsamling bestående av 86 katalanska deputerade i Deputeradekammaren. Det permanenta rådet utgjordes av åtta regionråd samt en president.
1918 lanserade Katalanska samväldet en kampanj med syfte att skapa Kataloniens autonomistadgar. Kampanjen avslutades 1919 och godkändes av 98 procent av de tillfrågade katalanska medborgarna.
Ett annat viktigt projekt var främjandet av Pompeu Fabras arbete med att standardisera det katalanska (skrift)språket.

### Avskaffande
Katalanska samväldets aktiviteter genom Primo de Riveras (katalansk generalkapten) spanska statskupp 1923, varefter Kataloniens autonomistadgar snabbt drogs in. Efter två år utan egentlig makt avskaffades Katalanska samväldet även formellt den 20 mars 1925.
När Primo de Riveras diktatur 1931 upphörde och efterträddes av Andra spanska republiken, återkom tillfälligt det katalanska självstyret. Katalanska samväldets roll i den nybildade Katalanska republiken togs då över av Generalitat de Catalunya.